# بوبي لويس (لاعب كرة قاعدة)
بوبي لويس (بالإنجليزية: Bobby Lewis)‏ هو لاعب كرة قاعدة أمريكي، ولد في 1 مايو 1929، وتوفي في 22 فبراير 1995.